# Cristianesimo a Taiwan
Il cristianesimo a Taiwan è una religione di minoranza. Le religioni maggiormente diffuse a Taiwan sono il buddismo, il taoismo e la religione tradizionale cinese. I cristiani rappresentano circa il 4% della popolazione.

## Confessioni cristiane presenti

### Chiesa cattolica
La Chiesa cattolica a Taiwan fa parte della Chiesa cattolica mondiale, sotto la guida spirituale del Papa a Roma. La Chiesa cattolica è presente con una sede metropolitana (l'arcidiocesi di Taipei), sei diocesi suffraganee e un'amministrazione apostolica. I cattolici rappresentano circa l'1,5% della popolazione. 

### Comunione anglicana
La Comunione anglicana è presente con la Diocesi episcopale di Taiwan.

### Protestantesimo
I protestanti rappresentano circa il 2,5% della popolazione e sono presenti a Taiwan con diverse denominazioni:
- Chiesa presbiteriana di Taiwan, espressione del presbiterianesimo[2]
- Convenzione battista cinese, affiliata all’Alleanza mondiale battista[3]
- Chiesa luterana di Taiwan, espressione del luteranesimo[4]
- Chiesa Metodista della Repubblica di Cina, affiliata al movimento metodista[5]
- Chiesa Metodista Libera
- Christian and Missionary Alliance Church Union of Taiwan[6]
- Chiesa cristiana avventista del settimo giorno.